# Сприггіна
Сприггіна (лат. Spriggina, від прізвища дослідника Reg Sprigg) — рід вендських тварин з неясним таксономічним положенням, морфологічно нагадував трилобітів, предком яких, можливо, був. З іншого боку, в будові сприггіни є також спільні риси з кільчастими червами. Відбиток (довжиною близько 3 см) виявлено на Едіакарській височини в Австралії. Організм сегментований, з віссю посередині.

## Систематичне положення і класифікація

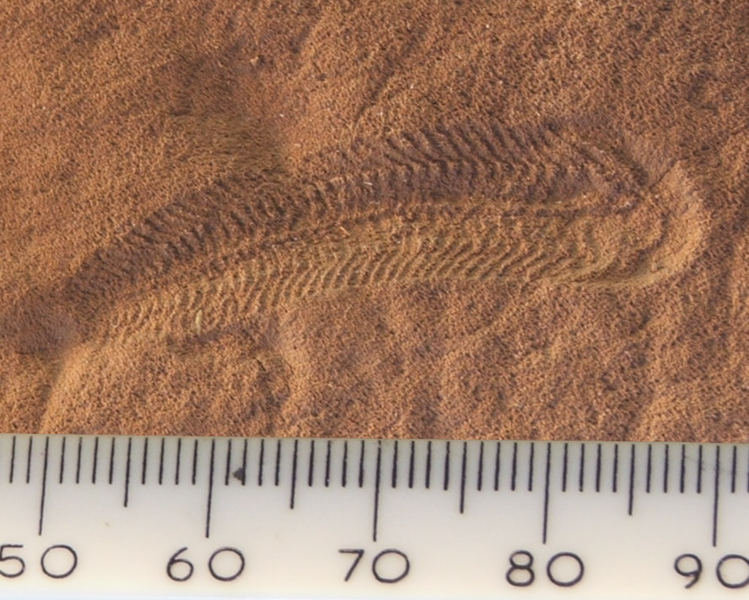
Скам'янілість S. floundersi. Масштаб у міліметрах

Як і в інших представників вендської фауни, систематичне положення роду сприггіна невизначене. Деякі вчені схильні зараховувати його до членистоногих, інші — до кільчастих черв'яків. Російський фахівець з вимерлих членистоногих Кирило Єськов резюмує, що «подібність тут чисто зовнішня, і едіакарські організми (їх назвали вендобіонтамі) являють собою щось зовсім особливе і не пов'язане будь-яким прямим спорідненням з сучасними групами тварин». В даний час єдиним представником роду вважається Spriggina floundersi. Подібний організм, Spriggina ovata, нині вважається приналежним до іншого роду, Marywadea (Glaessner 1976). Spriggia wadea, ймовірно, є молодою формою аспіделли.